# 二苯基硅烷
二苯基硅烷是化学式 (C6H5)2SiH2的有机硅化合物。

## 制备
二苯基硅烷可以由二苯基二氯硅烷和氢化铝锂或氢化锂反应而成：
{\displaystyle \mathrm {2\ Cl_{2}Si(C_{6}H_{5})_{2}+\ LiAlH_{4}{\xrightarrow {}}\ 2\ H_{2}Si(C_{6}H_{5})_{2}\ +\ LiCl\ +\ AlCl_{3}} }

## 反应
相较于对应的碳化合物二苯基甲烷，二苯基硅烷更容易被金属氧化物（例如氧化汞）氧化，形成二苯基硅二醇：
{\displaystyle \mathrm {H_{2}Si(C_{6}H_{5})_{2}+2\ HgO{\xrightarrow[{MePh}]{-80\,{}^{\circ }C}}\ (HO)_{2}Si(C_{6}H_{5})_{2}\ +2\ Hg} }
二苯基硅烷对水解稳定，但在酸或碱催化下，它会水解成二苯基硅二醇：
{\displaystyle \mathrm {H_{2}Si(C_{6}H_{5})_{2}+2\ H_{2}O{\xrightarrow[{}]{cat.}}\ (HO)_{2}Si(C_{6}H_{5})_{2}\ +2\ H_{2}} }
二苯基硅烷和单质硫反应，生成含有三个硅和三个硫的六元杂环化合物：
{\displaystyle \mathrm {3\ H_{2}Si(C_{6}H_{5})_{2}+6\ S{\xrightarrow {}}\ \ S_{3}(Si(C_{6}H_{5})_{2})_{3}\ +3\ H_{2}S} }